# Bremknopgalmug
De bremknopgalmug (Asphondylia pilosa) is een muggensoort uit de familie van de galmuggen (Cecidomyiidae). De wetenschappelijke naam van de soort is voor het eerst geldig gepubliceerd in 1990 door Gagne.